# 剛卯嚴卯
刚卯和嚴卯是中国古代人们挂在革带上用作避邪的饰物，用玉、象牙、金或桃木等材料制成，形状为四方形立柱，柱中有孔可穿绳，其四面刻有文字，多为避邪之辞，成對佩戴；由于制作于正月卯日，因此被称为刚卯、嚴卯。刚卯出现于西汉，在王莽始建國元年（9年），由于“卯”为劉字的部件，为避讳而同金錯刀同時被禁止，东汉又恢复流行；汉之后被废止。

## 外部連結
- 刚卯之原意